# Río Asón
El Asón es un río situado en la vertiente cantábrica de la península ibérica, que discurre por la zona oriental de la comunidad autónoma de Cantabria (España). Nace en portillo del Asón, municipio de Soba y, tras recorrer cincuenta kilómetros, desemboca en el mar Cantábrico a través de la ría de Limpias, con un caudal medio anual de 21,85 m³/seg. Su aporte anual es de 527 hm³. 
El curso principal del Asón, así como el de sus afluentes, el Gándara y el Carranza en su tramo cántabro, está catalogado como Zona Especial de Conservación, mientras que gran parte de la cabecera del río se encuentra dentro del parque natural Collados del Asón.
En su tramo bajo, el estuario forma parte del parque natural de las Marismas de Santoña, catalogado como espacio Ramsar, de importancia internacional para la avifauna. Sin embargo, no dispone de saneamiento en toda su margen oriental, afectando a los municipios de Ampuero, Limpias, Colindres y Laredo.

## Curso

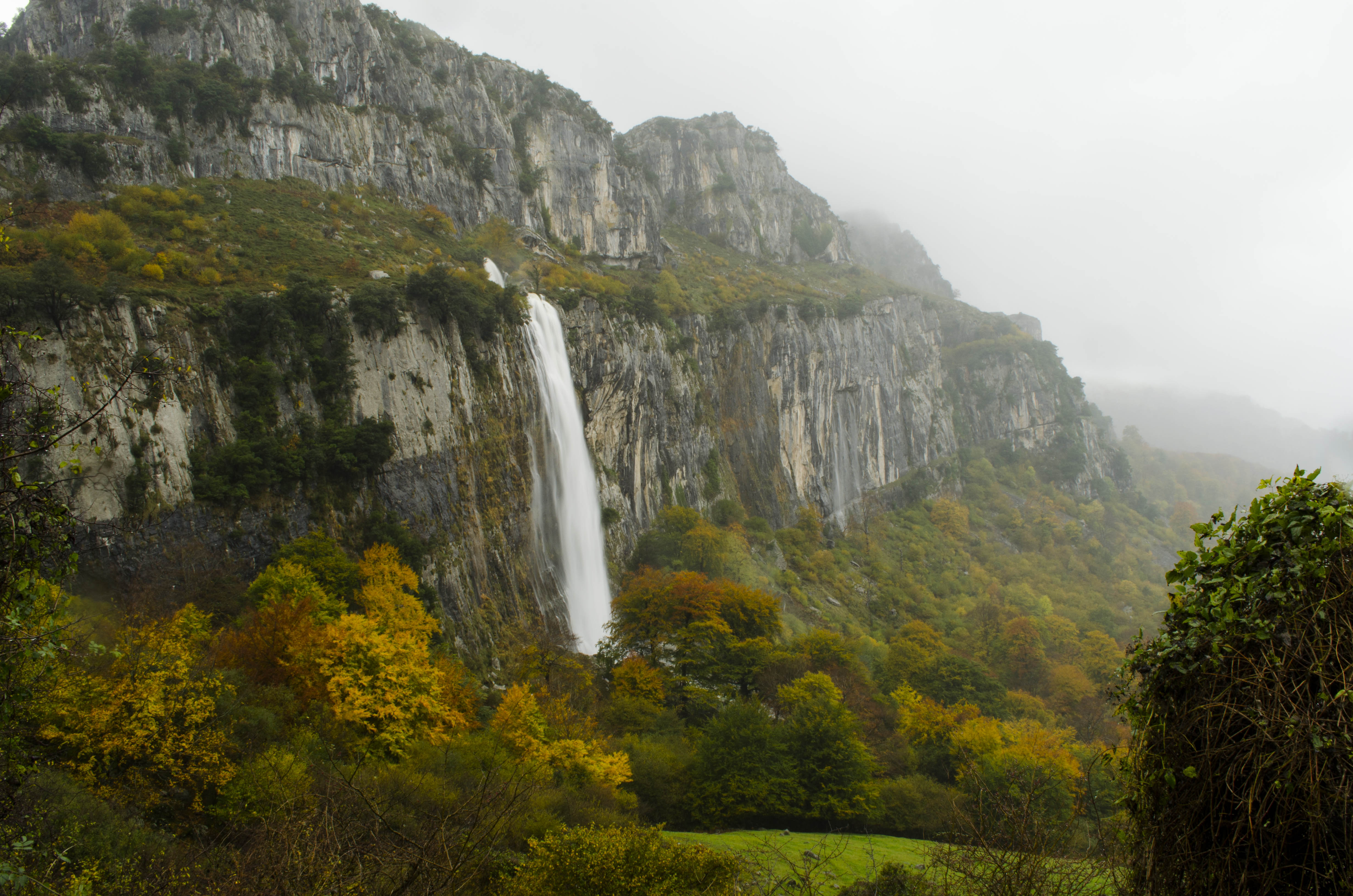
Nacimiento del río Asón o Cailagua.

Su nacimiento, también llamado Cailagua, es una espectacular cascada de más de cincuenta metros de altura. Un dicho popular cuenta que no es una cascada, sino el cabello plateado de una anjana, ser de la mitología cántabra. A lo largo de la carretera existen una serie de miradores desde los que se puede contemplar la cascada con mayor altura de Cantabria.

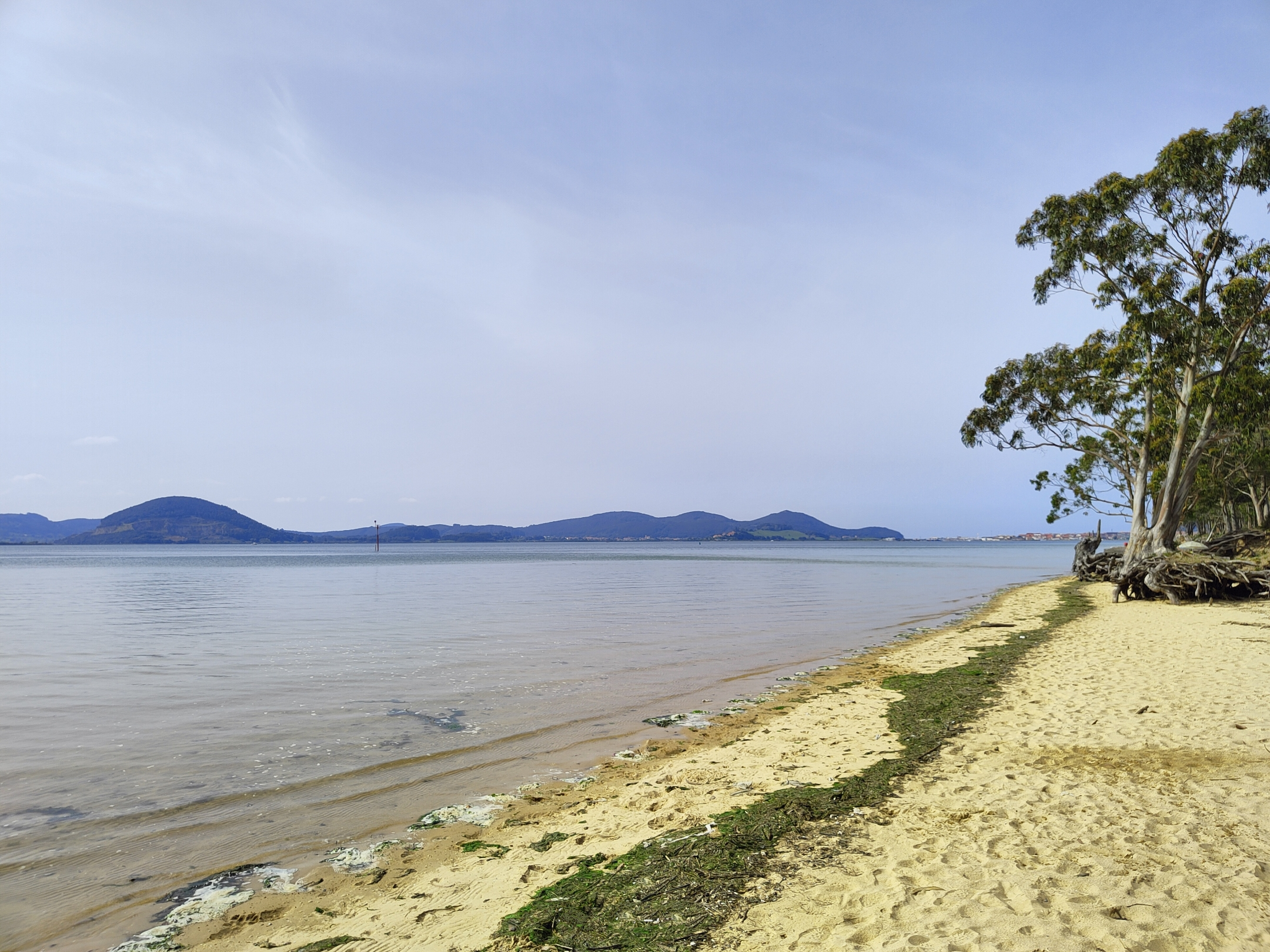
Ría del Asón.

Es uno de los principales ríos de Cantabria, que nace en la mencionada cascada en las montañas de Soba, uno de los municipios más extensos de Cantabria, descendiendo hasta Arredondo para girar al este y atravesar el valle de Ruesga entre laderas pobladas de encinas. En la localidad de Ramales de la Victoria recibe a su afluente principal, el Gándara, encontrándose después en sus orillas los mejores cotos salmoneros de la región. Tras pasar junto a Ampuero y Limpias, desemboca en la bahía de Santoña, pasando antes bajo el puente de Treto ya con el nombre de ría de Limpias, conformando una de las más valiosas zonas húmedas de toda España.
Atraviesa o pasa por los municipios de Ampuero, Arredondo, Bárcena de Cicero, Colindres, Escalante, Laredo, Limpias, Ramales, Rasines, Ruesga, Santoña, Soba y Voto.

## Hidrografía
El río tiene una longitud de cincuenta kilómetros y un caudal medio en la desembocadura de 21,85 m3/seg, con mínimos estivales de 12,17 m3/s y máximos de 38,15 m3/s.

### Principales afluentes
Sus afluentes más importantes son los ríos Bustablado, Gándara, Carranza y Vallino.